# Herluf Christensen
Herluf Eigil Christensen (født 16. september 1924 i Vamdrup – død juni 1970 i Midland, Ontario, Canada) var en dansk atlet og medlem af Bov IF, AGF og Helsingør IF.
Ved de første danske ungdomsmesterskaber 1942 vandt Herluf Christensen løb for Bov IF 400 meter for de 17-18 årige.
Han flyttede til Århus og blev ved de danske mesterskaber i 1946 og 1947 bronzemedaljør på distancen, hvorefter han forsøgte sig på 800 meter. Dette skulle vise sig at være en god ide, da han i 1948 sensationelt besejrede den ellers uovervindelige Niels Holst-Sørensen. I 1948 deltog Herluf Christensen som den første AGF'er ved OL. Han havde kvalificeret sig på 800 meter ved at blive nummer to i en landskamp mod Norge i Oslo. I det indledende heat på OL blev han løbet ned af grækeren Vasilios Mavroidis og brækkede det ene ben. Benbruddet var kompliceret og satte en stopper for den store karriere, han var blevet spået. I 1951 prøvede han dog et comeback i Helsingør IF og det blev til 50,4 på 400m og 1,54,8 på 800 meter og yderligere en DM-medalje på 400 meter. Det blev således under karrieren til tre medaljer på DM, alle på 400 meter.

## Internationale mesterskaber
- 1948 OL 800 meter
- 1946 EM 4x 400 meter 3.15,4 4. plads Hold: Herluf Christensen, Knud Greenfort, Gunnar Bergsten og Niels Holst-Sørensen

## Danske mesterskaber
- Sølv 1951  400 meter 51.1
- Bronze 1947  400 meter  49.9
- Bronze 1946  400 meter  49.8

Danske ungdomsmesterskaber 17/18-årige
- Guld 1942  400 meter 51,9

## Personlige rekorder
- 800 meter:  1,51,0 Oslo  4. juli 1948